# Augochloropsis bari
Augochloropsis bari är en biart som först beskrevs av Dominique 1898.  Augochloropsis bari ingår i släktet Augochloropsis och familjen vägbin. Inga underarter finns listade.